# Norman Bates

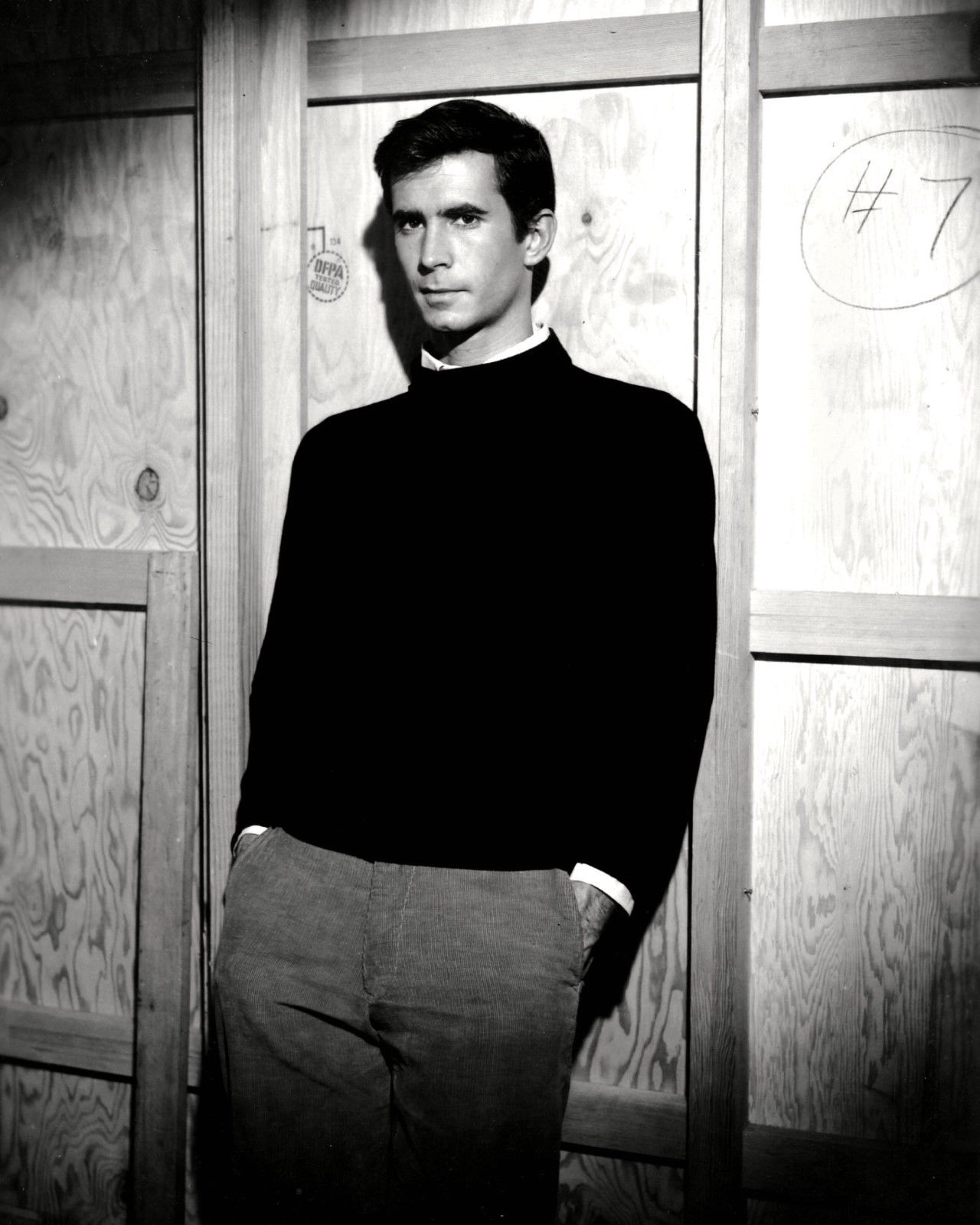
Anthony Perkins como Norman Bates em Psycho (1960).

Norman Bates é um personagem fictício criado pelo autor americano Robert Bloch como o principal antagonista em seu romance de suspense de 1959, Psicose. Ele foi interpretado por Anthony Perkins na versão de 1960 de Psycho dirigida por Alfred Hitchcock e na franquia Psycho. Ele também foi retratado por Vince Vaughn na versão de Psycho de 1998 e por Freddie Highmore na série de televisão Bates Motel (2013–2017).
Ao contrário da franquia produzida pela Universal Studios, Norman não é o principal antagonista nos romances subsequentes de Bloch e é sucedido por imitadores que assumem a identidade de Norman após sua morte em Psycho II (1982). Existe uma ampla suposição de que o personagem foi inspirado pelo assassino de Wisconsin Ed Gein. Bloch mais tarde revelou que já havia começado a escrever Psicose quando tomou conhecimento de Gein, e ficou impressionado com "o quão próximo o personagem imaginário que eu criei se assemelhava ao verdadeiro Ed Gein tanto em ato aberto quanto em motivação aparente".

## Visão geral da personagem
Tanto o romance de 1959 como sua adaptação para o cinema de 1960 explicam que Norman sofreu graves abusos emocionais quando criança nas mãos de sua mãe, Norma, que pregou a ele que a relação sexual era pecaminosa e que todas as mulheres (exceto ela) eram prostitutas. O romance também sugere que seu relacionamento pode ter sido incestuoso.
Depois que o pai de Norman morreu, Norman e sua mãe viveram sozinhos "como se não houvesse mais ninguém no mundo" até que Norman chegou à adolescência, quando sua mãe conheceu Joe Considine (Chet Rudolph em Psycho IV: The Beginning) e planejou se casar. Considine finalmente convenceu Norma a abrir um motel. Levado ao limite de ciúme, Norman assassinou os dois com estricnina. Depois de cometer os assassinatos, Norman encenou como assassinato-suicídio, fazendo parecer que Norma havia matado seu noivo e depois a si mesma. Após uma breve hospitalização por choque, ele desenvolveu uma personalidade dividida, assumindo a personalidade de sua mãe para reprimir sua consciência de sua morte e para escapar da culpa por assassiná-la. Ele herdou a casa da mãe - onde mantinha o cadáver dela na adega de frutas - e o motel da família na pequena cidade fictícia de Fairvale, Califórnia. Como "mãe", ele mata mulheres pelas quais Norman se sente atraído e qualquer outra pessoa que ameace a ilusão de sua existência. Norman desmaia quando "Mãe" assume o controle; depois que "Mother" comete um assassinato, Norman acorda e destrói as provas, convencido de que "ela" é a única responsável pelo crime.
Bloch resume as múltiplas personalidades de Norman em sua forma estilística de trocadilhos: "Norman", uma criança que precisa da mãe; "Norma", uma figura parental possessiva e controladora; e "Normal", um adulto funcional que segue os movimentos do dia-a-dia. "Norma" domina e menospreza "Norman" tanto quanto fazia quando estava viva, proibindo-o de ter uma vida fora dela e explodindo em violentos acessos de raiva sempre que se sentir atraído por uma mulher. "Norma" e "Norman" mantêm conversas através de Norman falando consigo mesmo e com o cadáver dela na voz de sua mãe, e Norman se veste com as roupas de sua mãe sempre que "Norma" pega completamente.

## Psicose (romance e filme)
No romance de Bloch de 1959 e no filme de Hitchcock de 1960, Marion Crane (Janet Leigh), uma jovem fugitiva depois de roubar dinheiro de seu empregador, faz check-in no motel uma noite. Norman fica apaixonado por ela e timidamente a pede para jantar com ele em casa. "Mãe" fica furiosa e ameaça matar Marion se Norman a deixar entrar. Norman a desafia e janta com Marion de qualquer maneira, mas a ataca quando ela sugere que ele interne sua mãe. Quando Marion vai tomar banho em seu quarto, Norman a espia por um olho mágico que perfurou na parede. "Mãe" assume o controle e esfaqueia Marion até a morte (ela a decapita no romance). Quando Norman acorda para descobrir o que ele acredita que sua mãe fez, ele afunda o carro de Marion - com o corpo dela e o dinheiro no porta-malas - em um pântano próximo. Como "mãe", ele também assassina Milton Arbogast (Martin Balsam), um detetive particular contratado pelo empregador de Marion, dias depois.
Norman é finalmente capturado quando a irmã de Marion, Lila (Vera Miles) e o namorado, Sam Loomis (John Gavin), chegam ao motel procurando por ela. Quando Norman descobre o que eles querem, ele nocauteia Sam e sai correndo atrás de Lila, que chegou à casa e encontrou o cadáver da Sra. Bates. Ele a ataca como "mãe", mas Sam, após acordar de ter sido nocauteado, o domina, e Norman é finalmente preso. Norman é declarado louco e enviado a uma instituição, onde "Mãe" assume o controle total e permanente de sua mente: ele se torna sua mãe.

## Caracterização
O personagem Norman Bates em Psicose foi vagamente baseado em duas pessoas. O primeiro foi o assassino da vida real Ed Gein, sobre quem Bloch mais tarde escreveu um relato ficcional, "The Shambles of Ed Gein", em 1962. (A história pode ser encontrada em Crimes and Punishments: The Lost Bloch, Volume 3 ) Em segundo lugar, foi indicado por várias pessoas, incluindo Noel Carter (esposa de Lin Carter) e Chris Steinbrunner, assim como alegadamente pelo próprio Bloch, que Norman Bates foi parcialmente baseado em Calvin Beck, editor do Castle of Frankenstein.
A caracterização de Norman Bates no romance e no filme difere em algumas áreas principais. No romance, Norman está na casa dos 40 anos, baixo, acima do peso e feio. No filme, ele tem cerca de 20 anos, é alto, esguio e bonito. Alegadamente, ao trabalhar no filme, Hitchcock decidiu que queria que o público pudesse simpatizar com Norman e gostar genuinamente do personagem, então ele o fez mais como um "garoto da porta ao lado". No romance, Norman se torna "Mãe" depois de ficar bêbado e desmaiar; no filme, ele permanece sóbrio antes de mudar de personalidade.
No romance, Norman é culto em autores ocultistas e esotéricos como P.D. Ouspensky e Aleister Crowley. Ele está ciente de que "Mãe" desaprova esses autores como sendo contra a religião.

## Representação
Norman Bates foi retratado por Anthony Perkins na adaptação cinematográfica de Hitchcock de 1960 do romance de Bloch e suas três sequências. Perkins apresentou um episódio do Saturday Night Live em 1976, no qual executou vários esquetes retratando Norman, incluindo o vídeo instrutivo "The Norman Bates School of Motel Management". Ele também retratou Norman, embora de forma mais alegre, em um comercial de 1990 para o cereal Oatmeal Crisp. Vince Vaughn interpretou Norman na versão de Gus Van Sant de 1998 de Gus Van Sant, enquanto Kurt Paul, a dublê "Mãe" de Perkins em Psycho II e Psycho III, assumiu o papel no spin off do filme feito para a TV Bates Motel. O filho de Perkins, Oz, interpretou uma versão mais jovem de Norman em Psycho II. Henry Thomas interpretou uma versão mais jovem do personagem em Psycho IV: The Beginning. Freddie Highmore interpretou Norman na série de TV Bates Motel. Por sua atuação, Highmore foi indicado duas vezes para o Critic's Choice Award, um Saturn Award e ganhou o People's Choice Award em 2017.

## Histórias em quadrinhos
Norman aparece na adaptação de três edições em quadrinhos do filme Psycho de 1960, lançado pela Innovation Publishing. Apesar de ser uma adaptação colorida do filme de Hitchcock, a versão de Norman presente nos quadrinhos lembra a do romance original de Bloch: um homem de meia-idade, obeso e calvo. O artista de quadrinhos Felipe Echevarria explicou que isso se deveu à recusa de Perkins em permitir que sua imagem fosse reproduzida para os livros, querendo se dissociar de Norman Bates.